# Klosterneuburger Hütte
Die Klosterneuburger Hütte ist eine private Schutzhütte auf 1902 m ü. A. Höhe in den Wölzer Tauern in der Steiermark, Österreich.

## Geschichte
Erbaut wurde sie in den Jahren 1929/30 von der Gruppe Klosterneuburg des Österreichischen Gebirgsvereins des Deutschen und Österreichischen Alpenvereins. Als Alpenvereinshütte wies sie laut Webseite zuletzt 24 Zimmerlager/Betten und 20 Plätze im Matratzenlager auf.
Der Standort der Hütte liegt zwischen dem Tauernwindpark und dem Schigebiet Lachtal, Gemeinde Schönberg-Lachtal, an der Ostseite des Schönbergs (1943 m) direkt unterhalb des Gipfels, der von der Hütte einfach zu erreichen ist.
Im Juni 2009 wurde das Haus vom Österreichischen Gebirgsvereins des Österreichischen Alpenvereins verkauft und befindet sich seitdem in Privatbesitz. Seit Juli 2014 ist die Hütte wieder ganzjährig bewirtschaftet.

## Aufstieg
Folgende Aufstiegsmöglichkeiten stehen zur Auswahl:
- durch den Zeiringgraben, Gehzeit: 2 Stunden
- aus dem Lachtal, 1570 m, Gehzeit: 1 Stunde
- von Oberzeiring, 932 m, Gehzeit: 4 Stunden
- von Pusterwald, 1073 m, Gehzeit: 3 Stunden
- von Oberzeiring 13,4 km über die asphaltierte „Höhenstraße“ (Mitterlerer Karleiten Weg und Oberer Höhenweg), die in einer gewissen Höhe für Kfz zur mautpflichtigen Privatstraße mit automatisiertem Schranken wird und von Anfang April bis Ende Oktober befahrbar ist.
  - Per Pkw in 30 Minuten
  - Per Fahrrad in 2:00 Stunden bergauf (+1044/−83 Hm) bzw. 1:15 Sunden bergab
  - Zu Fuß 3:45 Std. hinauf bzw. 3:00 Std hinunter
- im Winter per Schi mit dem Schlepplift aus dem Lachtal

## Übergänge zu Nachbarhütten
- Bruckerhütte (1605 m), Gehzeit: 1 Stunden
- Plannerhütte (1540 m), Gehzeit: 13 Stunden
- Lachtalhaus (1570 m), Gehzeit: 1 Stunden
- Oberzeiring (932 m) über Hirzeck (1836 m), Gehzeit: 3 Stunden

## Gipfel
- Hoher Zinken (2222 m), Gehzeit: 1 Stunden
- Schießeck (2275 m), Gehzeit: 1 Stunden
- Steineck (2260 m), Gehzeit: 3 Stunden
- Hühnerkogel (2242 m), Gehzeit: 3 Stunden